# Tam Ngọc
Tam Ngọc is een phường van Tam Kỳ, de hoofdstad van de provincie Quảng Nam.
Tam Ngọc ligt op de westelijke oever van de Tam Kỳ.